# هوارد كامنسكي
هوارد كامنسكي (بالإنجليزية: Howard Kaminsky)‏ هو ناشر أمريكي، ولد في 24 يناير 1940، وتوفي في 26 أغسطس 2017.